# 焦挺
焦 挺（しょう てい）は、中国の小説で四大奇書の一つである『水滸伝』に出てくる登場人物。梁山泊第九十八位の好漢で、地悪星の生まれ変わり。渾名は没面目（ぼつめんもく）で、無愛想で無口な性格のために人付き合いが下手だったことに由来する。元は力士であり、祖父から代々受け継がれる秘伝のわざで李逵を打ち負かしたほどの腕前を持つ。

## 生涯
祖父から3代にわたって相撲を家業にしていた相撲取りであり、以前から梁山泊に加わりたかったが、知り合いの当てがなかったため、枯樹山山賊の鮑旭の仲間になろうとしていた。そんな時に、梁山泊討伐の命を受けた単廷珪と魏定国がいる凌州へ勝手に向かう李逵と偶然出会い、彼が突っ掛かって来たところを得意の相撲で投げ飛ばした。彼が梁山泊の李逵と知ると、彼に懇願して梁山泊の仲間入りをする。そして、焦挺と李逵は枯樹山の鮑旭を訪ねて3人は意気投合し、そのまま凌州を向かおうとした。しかし、山の下の街道に護送車を率いた凌州兵が来たため、これに襲いかかった。そこには、捕虜になって東京へ護送される途中だった宣贊と郝思文がいたため、これを救出した。焦挺達は救出した2人と力を合わせて凌州へ向かい、城の裏から攻めて陥落させた。その後、焦挺は梁山泊入りした。
梁山泊入山後は、歩兵軍将校となる。その後は、目立った活躍はないが、童貫率いる討伐軍との戦いには参加している。朝廷招安後も遼国戦、田虎、王慶討伐に参加したが、方臘討伐の緒戦の潤州攻めで矢に当たり戦死。陶宗旺、宋万とともに百八星最初の死者となった。
| スタブアイコン | サブスタブ | この項目は、まだ閲覧者の調べものの参照としては役立たない、文学に関連した書きかけの項目です。この項目を加筆・訂正などしてくださる協力者を求めています（P:文学、PJ:ライトノベル）。項目が小説家・作家の場合には{Writer-substub}を、文学作品以外の本・雑誌の場合には{Book-substub}を貼り付けてください。 |